# Света Марина (Зубовце)
Вижте пояснителната страница за други значения на Света Марина.
„Света Марина“ (на македонска литературна норма: „Света Марина“, „Света Марена“) е възрожденска църква в положкото село Зубовце, Северна Македония, част от Тетовско-Гостиварската епархия на Македонската православна църква – Охридска архиепископия. Църквата се намира в западния край на селото и е изградена в 1845 година върху основи на много стара църква. В 1859 година Дичо Зограф със своята тайфа изработва живописта църквата и 50-ина икони, като се подписва и на престолната икона на Света Марина.
Надписът над входната врата на църквата „Света Марина“ зографисана в 1866 година от страна на зограф Иван Илиев от село Галичник и в 1872 година от зограф Аврам Дичов от Тресонче.